# Silvana Gandolfi
Silvana Gandolfi (* 1940 in Rom) ist eine italienische Kinder- und Jugendbuchautorin.

## Leben und Werk
Gandolfi wuchs in Rom auf. Sie arbeitet als Autorin, Journalistin und Hörspielautorin. Ihr erstes Buch erschien 1992 in Italien, ihr jüngstes Buch heißt In der Schusslinie (2012). Neben dem Deutschen sind ihre Bücher außerdem ins Französische, Italienische, Spanische, Englische, Japanische, Katalanische, Chinesische und Ungarische übersetzt. In deutscher Sprache sind sechs ihrer Bücher erschienen: Der Katze auf der Spur (1998), Die Drachenpaste (1999), Die Insel der verlorenen Zeit (2000), Das Geheimnis der versunkenen Pyramide (2001), Die Schildkröte, die Shakespeare liebte (2003) sowie In der Schusslinie (2012).

## Auszeichnungen
- 1994: Premio Cento für Die Drachenpaste
- 1996: Premio Andersen als beste Autorin des Jahres und den Premio Cento für Der Katze auf der Spur

## Werke
- Der Katze auf der Spur : Roman / Silvana Gandolfi. Beltz und Gelberg, Weinheim, 1998, ISBN 3-407-78315-9
- Die Drachenpaste. Elefanten Press, Berlin, 1999, ISBN 3-88520-741-9
- Die Insel der verlorenen Zeit. Bertelsmann, München, 2000, ISBN 3-570-14597-2
- Das Geheimnis der versunkenen Pyramide. Bertelsmann, München, 2001, ISBN 3-570-14615-4
- Die Schildkröte, die Shakespeare liebte. Omnibus, München, 2003, ISBN 3-570-12762-1
- In der Schusslinie. Carlsen, Hamburg, 2012, ISBN 978-3-551-58272-0

## Kritiken

### In der Schusslinie
„Auf den ersten Blick scheint die Jungen Santino und Lucio nichts zu verbinden - und doch eint sie das gleiche Schicksal: Beide sind Opfer der italienischen Mafia. Der eine lebt in Livorno, der andere in Palermo. Die Autorin Silvana Gandolfi verwebt die Geschichte der beiden Jungen. Santino, sechs Jahre alt, wird Zeuge eines Doppelmordes; Der Sohn eines Mafiabosses erschießt seinen Opa. Dann versucht der Mörder auch das Kind zu töten. Santino überlebt. Als er den Namen des Täters verrät, muss seine Familie fliehen. Santino kommt in ein Zeugenschutzprogramm, erhält einen neuen Namen, eine neue Identität. Langsam überlappen sich die Geschichten von Santino und Lucio - das ist geheimnisvoll, spannend und unglaublich klug erzählt."“